# Lita Roza
Pour les articles homonymes, voir Roza.
Lita Roza (née le 14 mars 1926 à Liverpool, morte le 14 août 2008 à Londres) est une chanteuse anglaise.

## Biographie
Lilian Patricia Lita Roza est l'aînée d'une famille de sept enfants et commence à travailler tôt. Elle doit un air sensuel et sa passion à son père d'origine philippine, un accordéoniste amateur qui joue du piano dans les clubs de Liverpool.
À 12 ans, elle voit une annonce dans le journal local pour de jeunes danseuses et réussit l'audition. Elle commence dans le pantomime et à 15 ans, elle travaille avec le comédien Ted Ray. À 16 ans, elle répond à une annonce et obtient un poste de chanteuse au club New Yorker de Southport pour 5 £ par semaine. Peu de temps après, elle signe avec le Harry Roy Orchestra à Londres, pour ensuite travailler avec d'autres groupes, dont celui d'Edmundo Ros.
À l'âge de 18 ans, Roza quitte le show-business, épouse un Américain et s'installe à Miami, en Floride. Le mariage ne dure pas et peu de temps après la Seconde Guerre mondiale, elle revient au Royaume-Uni. En 1950, elle devient la chanteuse principale du groupe de Ted Heath et, en 1954, elle est suffisamment acclamée par le public pour pouvoir quitter le groupe et poursuivre une carrière dans l’enregistrement en solo.
(How Much Is) That Doggie in the Window?, une reprise d'une chanson d'abord par Patti Page, produite par Dick Rowe, est son plus grand succès.
En 1956, elle épouse le trompettiste Ronnie Hughes. Elle est élue « Meilleure chanteuse britannique » par New Musical Express de 1951 à 1955. Les lecteurs de Melody Maker l'élisent également meilleure chanteuse en 1951 et 1952.
Roza se présente pour représenter le Royaume-Uni au Concours Eurovision de la chanson en 1957, 1959 et 1960.
Le 14 mars 2001, le Liverpool Wall of Fame est inauguré en face du Cavern Club à Liverpool, avec Roza comme maîtresse de cérémonie. Le 28 novembre 2002, elle donne sa dernière représentation publique pour la BBC Radio Merseyside.

## Discographie
Singles
- 1951 : Allentown Jail / I Wish I Knew
- 1951 : I'm Gonna Wash That Man Right Outa My Hair / A Wonderful Guy
- 1952 : My Very Good Friend – The Milkman / Colonel Bogey
- 1952 : Oakie Boogie / Raminay
- 1953 : (How Much Is) That Doggie in the Window? / Tell Me We'll Meet Again
- 1953 : Seven Lonely Days / No-one Will Ever Know
- 1953 : Crazy Man, Crazy / Oo! What You Do To Me
- 1954 : Changing Partners / Just A Dream or Two Ago
- 1954 : Make Love To Me / Bell Bottom Blues
- 1954 : Secret Love / Young at Heart
- 1954 : Skinnie Minnie (Fishtail) / My Kid Brother
- 1954 : Call off the Wedding /  The 'Mama Doll' Song
- 1955 : Heartbeat / Leave Me Alone
- 1955 : Let Me Go Lover / Make Yourself Comfortable
- 1955 : Tomorrow / Foolishly
- 1955 : Two Hearts, Two Kisses (Make One Love) / Keep Me in Mind
- 1955 : The Man in the Raincoat / Today and Ev'ry Day
- 1955 : Hey There / Hernando's Hideaway
- 1956 : Jimmy Unknown / The Rose Tattoo
- 1956 : Too Young To Go Steady / You're Not Alone
- 1956 : No Time For Tears / But Love Me (Love But Me)
- 1956 : Innismore / The Last Waltz
- 1956 : Hey! Jealous Lover / Julie
- 1957 : Lucky Lips / Tears Don't Care Who Cries Them
- 1957 : Tonight My Heart She is Crying / Five Oranges Four Apples
- 1957 : I Need You / You've Changed
- 1958 : Pretend You Don't See Him / Ha-Ha-Ha!
- 1958 : I Need Somebody / You're the Greatest
- 1958 : I Could Have Danced All Night / The Wonderful Season of Love
- 1958 : Sorry, Sorry, Sorry / Hillside in Scotland
- 1958 : Nel Blu Dipinto Di Blu (Volare) / It's a Boy
- 1959 : This is My Town / Oh Dear What Can the Matter Be
- 1959 : Allentown Jail / Once in a While
- 1959 : Let It Rain, Let It Rain /  Maybe You'll Be There
- 1965 : What Am I Supposed To Do / Where Do I Go From Here
- 1965 : Keep Watch Over Him / Stranger Things Have Happened[1]

EPs
- 1956 : Lita Roza
- 1957 : Lita Roza No.2
- 1958: Between the Devil and the Deep Blue Sea

Albums
- 1955 : Listening in the After-hours
- 1956 : Love is the Answer
- 1960 : Drinka Lita Roza Day enregistré le 4 mai 1960